# El libro del día del Juicio Final
El libro del día del Juicio Final (título original Doomsday Book) es una novela de 1992 de la escritora Connie Willis. La novela ganó los premios Nébula de 1992 y los premios Hugo y Locus de 1993.
Forma junto a otras novelas de Willis como Por no mencionar al perro, El apagón y Cese de alerta la serie de los Historiadores de Oxford.
En palabras de Miquel Barceló:

Willis explora con maestría el tema atemporal de la enfermedad, el sufrimiento y la indomable voluntad del espíritu humano.

## Argumento
En la novela, Kivrin, una estudiante de historia de la Universidad de Oxford en el año 2054 viaja en el tiempo al siglo XIV, el siglo de la peste negra, para estudiar la vida en la Edad Media. Kivrin inicia un diario de su viaje al que llama El libro del día del Juicio Final (Doomsday Book) en una referencia al Domesday Book, el censo ordenado por el rey Guillermo I de Inglaterra y completado en 1086.
Algo sale mal: Kivrin se encuentra atrapada en el siglo XIV, y los intentos de rescatarla por parte de sus compañeros se ven impedidos por una epidemia de una enfermedad desconocida.